# (975) Perseverantia
(975) Perseverantia – planetoida z pasa głównego asteroid.

## Odkrycie
Została odkryta 27 marca 1922 roku w Obserwatorium Uniwersyteckim w Wiedniu przez Johann Palisę. Nazwa została nadana dla uhonorowania odkrywcy po jego śmierci i pochodzi od łacińskiego słowa oznaczającego wytrwałość. Przed nadaniem nazwy planetoida nosiła oznaczenie tymczasowe (975) 1922 LT.

## Orbita
(975) Perseverantia okrąża Słońce w ciągu 4 lat i 281 dni w średniej odległości 2,83 au. Planetoida należy do rodziny planetoidy Koronis.